# Nokia 3
O Nokia 3 é um smartphone Android que foi recentemente anunciado pela empresa finlandesa: HMD Global.
O Nokia 3 é atualmente o smartphone mais acessível da HMD. O sistema operacional é o Android 7.0 Nougat e o aparelho usa um processador MediaTek MT6737. O aparelho possui uma carcaça traseira de policarbonato com uma armação de metal.
A HMD disse que fornecerá atualizações de software regulares para o aparelho, para ajudar a manter os usuários seguros.

## Lançamento
Foi anunciado dia 26 de fevereiro de 2017, um dia antes do início da MWC 2017, juntamente com o Nokia 6 (variante global), o Nokia 5, e a reformulação do icônico Nokia 3310.
Ainda não há previsão para a chegada no Brasil, porém, a Nokia já confirmou que os aparelhos serão lançados no Brasil.